# Ura Gewog

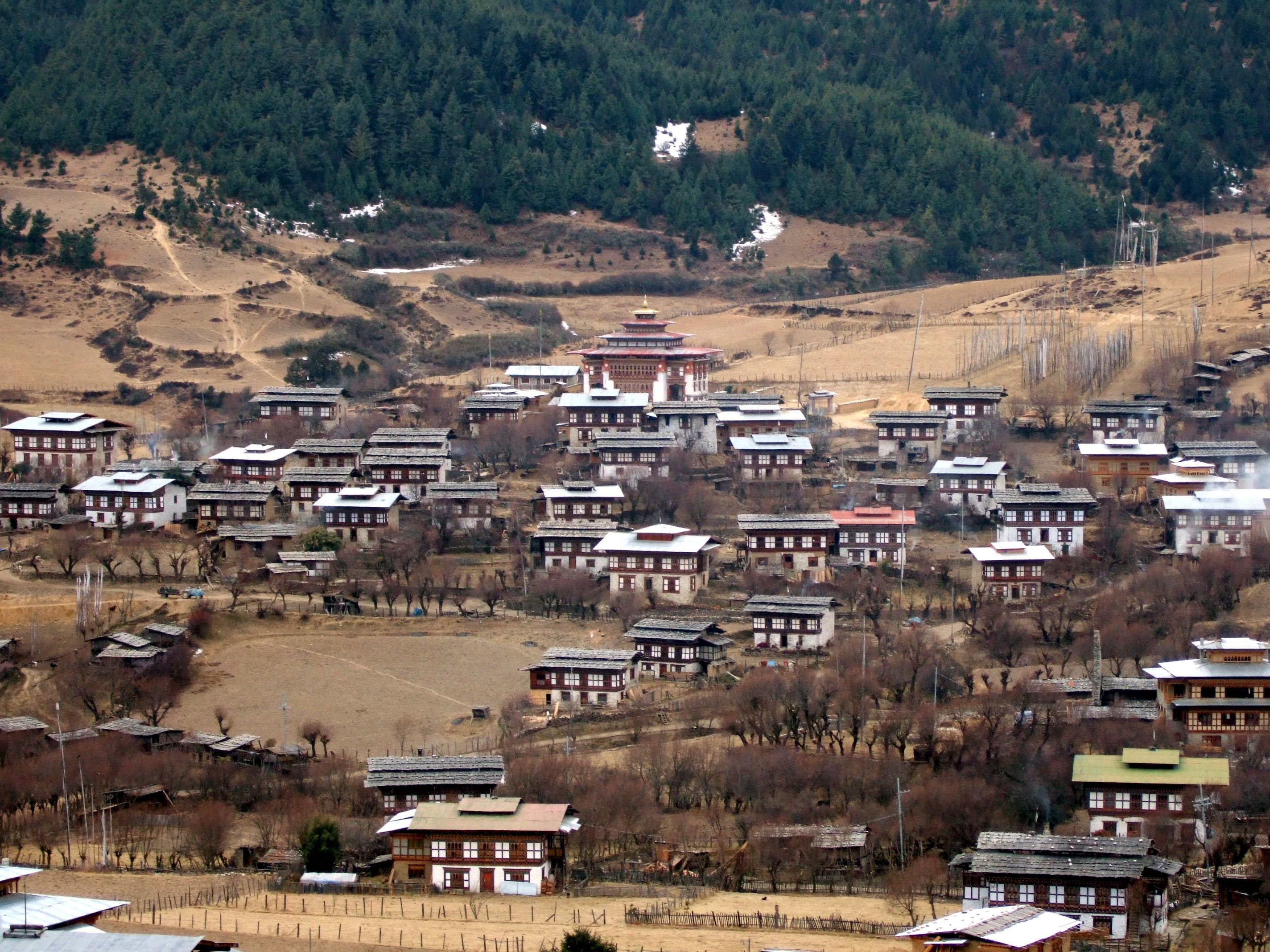
Ansicht von Ura

Ura (Dzongkha:ཨུ་ར་) ist einer von vier Gewogs (Blöcke) des Dzongkhags Bumthang in Zentralbhutan. 
Ura Gewog ist wiederum eingeteilt in fünf Chiwogs (Wahlkreise). Laut der Volkszählung von 2005 leben in diesem Gewog 1953 Menschen auf einer Fläche von 267 km². 
Die Dzongkhag Administration nennt in ihrem Internetauftritt eine Einwohnerzahl von ungefähr 2288 Menschen, die in 10 Dörfern bzw. Weilern in etwa 300 Haushalten leben.
Ura ist der flächenmäßig kleinste Gewog Bumthangs und liegt im gleichnamigen Ura-Tal im Südosten des Distrikts. Die Bebauung besteht aus traditionellen Häusern mit kleineren Gärten um das Haus. Die Straßen in Ura sind unbefestigt.
| Chiwog                                          | Dörfer bzw. Weiler |
| ----------------------------------------------- | ------------------ |
| Beteng Pangkhar Soomthrang སྦེ་སྟེང་_སྤང་མཁར་_སུམ་ཕྲང་ | Beteng             |
| Beteng Pangkhar Soomthrang སྦེ་སྟེང་_སྤང་མཁར་_སུམ་ཕྲང་ | Pangkhar           |
| Beteng Pangkhar Soomthrang སྦེ་སྟེང་_སྤང་མཁར་_སུམ་ཕྲང་ | Soomthrang         |
| Tangsibi སྟངས་སི་སྦི་                               | Tangsibi           |
| Shing-Nyer ཤིང་གཉེར་                              | Shing-Neyer        |
| Ura-Dozhi ཨུ་ར་མདོ་བཞི་                            | Ura-Charipa        |
| Ura-Dozhi ཨུ་ར་མདོ་བཞི་                            | Ura-Tarshong       |
| Ura-Dozhi ཨུ་ར་མདོ་བཞི་                            | Ura-Toedpa         |
| Ura-Dozhi ཨུ་ར་མདོ་བཞི་                            | Ura-Trab Krispai   |
| Singkhar ཤིང་མཁར་                                | Shingkhar          |